# János luxemburgi nagyherceg
János luxemburgi nagyherceg (teljes néven Jean Benoît Guillaume Robert Antoine Louis Marie Adolphe Marc d'Aviano; Luxembourg, 1921. január 5. – Luxembourg, 2019. április 23.) a Nassau–Weilburg-ház ötödik uralkodója, Luxemburg nagyhercege 1964. november 12. és 2000. október 7. között.

## Élete
János nagyherceg szülei Félix Bourbon-parmai herceg és Sarolta luxemburgi nagyhercegnő voltak. Luxemburgban járt általános iskolába, de a gimnáziumi tanulmányait már egy Egyesült Királyság-beli kollégiumban fejezte be. A második világháború elején, 1940-ben a németek megszállták Luxemburgot, mire a nagyhercegi család Portugáliába menekült. Sarolta nagyhercegnő később Londonba költözött a kormánnyal, míg Félix herceg a gyermekeikkel együtt az Egyesült Államokba, majd Kanadába utazott Franklin D. Roosevelt amerikai elnök segítségével. János herceg az Université Lavalon tanult, Quebec Cityben.
1941-ben a trónörökös herceg előadást tartott számos az Egyesült Államokban élő luxemburgi előtt, és beszédet mondott a New York-i rádióban. Egy évvel később Félix herceg és János Angliába repültek, ahol a trónörökös az aldershoti Sandhursti Királyi Katonai Akadémián részesült kiképzésben. 1944-ben Ír Gárdistaként vett részt a normandiai partraszállásban, szeptember 10-én pedig Luxemburgba érkezett az angol felszabadító csapatok élén. A második világháború végére a herceg már az ír gárda parancsnoka volt, és számos más ország magas fokozatú katonai érdemrendjét is megkapta.
János nagyherceg szabad idejében előszeretettel síelt, lovagolt és vadászott. Hobbija volt a zene, a műkincsgyűjtés és a kertészkedés.
1964. november 12-én Sarolta nagyhercegnő lemondott a javára a trónról. A nagyherceg aktívan vett részt a közéletben, többek között a Luxemburgi Olimpiai Bizottság elnöke lett, és bekerült a Nemzetközi Olimpiai Bizottság elnökségébe is. A nagyherceg közkedveltségnek örvendett nemcsak a népe, de a külföldiek között is. Georges Pompidou francia elnök mondata híven példázza ezt: „Ha Európának örökletes elnököt kellene választania, bizonyára Luxemburg nagyhercegét választaná.”
A nagyherceg 1999 karácsonyán jelentette be a visszavonulását, idős korára hivatkozva. A trónátadást eredetileg 2000. szeptember 8-ára tervezték, de Vilmos herceg és felesége súlyos autóbalesetet szenvedtek, így az ünnepségeket elhalasztották. János nagyherceg végül 2000. október 7-én lemondott a nagyhercegi címről legidősebb fia, Henrik javára.

## Gyermekei
1953. április 9-én feleségül vette Jozefina Sarolta belga királyi hercegnőt, akitől öt gyermeke született:
- Mária Asztrid hercegnő (1954. február 17. –), Habsburg Károly Krisztiánnal kötött házassága révén névlegesen Ausztria főhercegnéje
- Henrik herceg (1955. április 16. –), Luxemburg nagyhercege
- János herceg (1957. május 15. –), 1986-ban lemondott rangjáról
- Margit hercegnő (1957. május 15. –), feleségül ment Miklós liechtensteini herceghez
- Vilmos herceg (1963. május 1. –), XIII. Alfonz spanyol király dédunokáját, Sibilla Weillert vette feleségül.